# San Sisto (titre cardinalice)
Le titre cardinalice Crescentianae, mentionné lors du synode romain du 1er mars 499, correspond probablement à la basilique de Crescentia, citée dans le Liber Pontificalis et fondée par le pape Anastase Ier. D'après le Kirsch[Quoi ?] et le Duchesse[Quoi ?], il s'agirait du prédécesseur de l'actuel titre de « Saint Sixte ».
A contrario, selon le Cristofori, le titre de Saint Sixte aurait été institué en 590 par le pape Grégoire Ier pour se substituer au titre de Tigridae érigé en 112 par le pape Évariste.
D'après le catalogue de Pietro Mallio, rédigé sous le pontificat d'Alexandre III, ce titre était rattaché à la basilique Saint-Paul-hors-les-murs. Le titre est aujourd'hui lié à la basilique San Sisto Vecchio dans le rione Celio dans le centre de Rome.

## Titulaires

### Haut Moyen-Âge
Ve siècle
- 494- ? : Romano

[...]
VIe siècle
- 590- ? : Basso
- 590 ?- ? : Bonifacio (?)

VIIe siècle
- 603- ? : Felice

VIIIe siècle
- 761- ? : Donato

IXe siècle
[...]

### Moyen-Âge central
Xe siècle
[...]
- 964-993 : Benedetto
- 993-1012 : Leone

XIe siècle
- 1012-v. 1037 : Pietro
- 1037-1060 : Pietro
- 1088-1099 : Paolo Gentili
- 1099-v. 1100 : Sigizzone (ou Sigismond) senior

XIIe siècle
- v. 1100- 1117 : Pietro Modoliense
- v. 1117-? : Sigizzone junior

[...]
XIIIe siècle
[...]

### Bas Moyen-Âge
XIVe siècle
- 1350-1355 : Arnaud de Villemur
- 1356-1362 : Nicolás Rossell, O.P.
- 1368-1373 : Simon Langham
- 1378-1389 : Luca Rodolfucci de Gentili
- 1378-1407 : Leonardo Rossi de Giffone (ou de Grifonio, ou de Ciffono, ou de Giffono, ou de Jovis Fano, ou de Rubeis), O.F.M., pseudo-cardinal de l'antipape Clément VII

XVe siècle
- 1408-1419 : Giovanni Dominici, O.P.
- 1432-1436 : Juan Casanova, O.P.
- 1440-1446 : Juan de Torquemada, O.P.
- 1440-1443 : Jan de Raguse, O.P., pseudo-cardinal de l'antipape Félix V
- 1471-1475 : Pietro Riario, O.F.M.
- 1476-1478 : Pedro Ferris (ou Ferrís, ou Ferriz)
- mai 1480 : Cosma Orsini
- 1485-1490 : Pierre de Foix le jeune
- v. 1490-1498 : Paolo Fregoso (ou Campofregoso)
- 1498-1510 : Georges d'Amboise

XVIe siècle
- 1511-1517 : Achille Grassi
- 1517-1534 : Thomas de Vio, O.P.
- 1535-1537 : Nikolaus von Schönberg (ou Schomberg, ou Scomber), O.P.
- 1537-1541 : Gian Pietro Carafa, élu pape Paul IV
- 1541-1547 : Juan Álvarez y Alva de Toledo
- 1549-1561 : Charles de Bourbon-Vendôme
- 1561-1564 : Philibert Babou de La Bourdaisière
- 1565-1572 : Ugo Boncompagni
- 1572-1586 : Filippo Boncompagni
- 1587-1600 : Jerzy Radziwill

XVIIe siècle
- 1600-1608 : Alfonso Visconti
- 1608-1618 : Giambattista Leni
- 1621-1625 : Francisco Gómez de Sandoval y Rojas
- 1626-1629 : Laudivio Zacchia
- 1634-1635 : Agostino Oreggi da Santa Sofia
- 1644-1645 : Carlo de' Medici
- 1645-1656 : Domenico Cecchini
- 1657-1667 : Giulio Rospigliosi, élu pape Clément IX
- 1668-1672 : Giacomo Rospigliosi
- 1672-1701 : Vincenzo Maria Orsini, O.P., élu pape Benoît XIII

XVIIIe siècle
- 1716-1725 : Niccolò Spinola
- 1725-1729 : Agostino Pipia, O.P.
- 1729 : Louis-Antoine de Noailles
- 1729-1738 : Francesco Antonio Finy
- 1738-1742 : Vincenzo Ludovico Gotti, O.P.
- 1743-1745 : Luigi Maria Lucini, O.P.
- 1747-1758 : Carlo Vittorio Amedeo delle Lanze
- 1759-1761 : Giuseppe Agostino Orsi, O.P.
- 1769-1773 : Giovanni Molino
- 1775-1780 : Juan Tomás de Boxadors y Sureda de San Martín, O.P.

[...]
XIXe siècle
- 1829-1839 : Jean-Baptiste de Latil
- 1840-1862 : Gaspare Bernardo Pianetti
- 1863-1872 : Filippo Maria Guidi, O.P.
- 1877-1884 : Lucido Maria Parocchi
- 1887-1897 : Camillo Siciliano di Rende
- 1898-1923 : Giuseppe Antonio Ermenegildo Prisco

XXe siècle
- 1930-1973 : Achille Liénart
- 1976-1990 : Octavio Antonio Beras Rojas
- 1991-2000 : Ignatius Kung Pin-mei

XXIe siècle
- 2001-2020 : Marian Jaworski
- 2020-... : Antoine Kambanda